# Benedito Francisco de Albuquerque

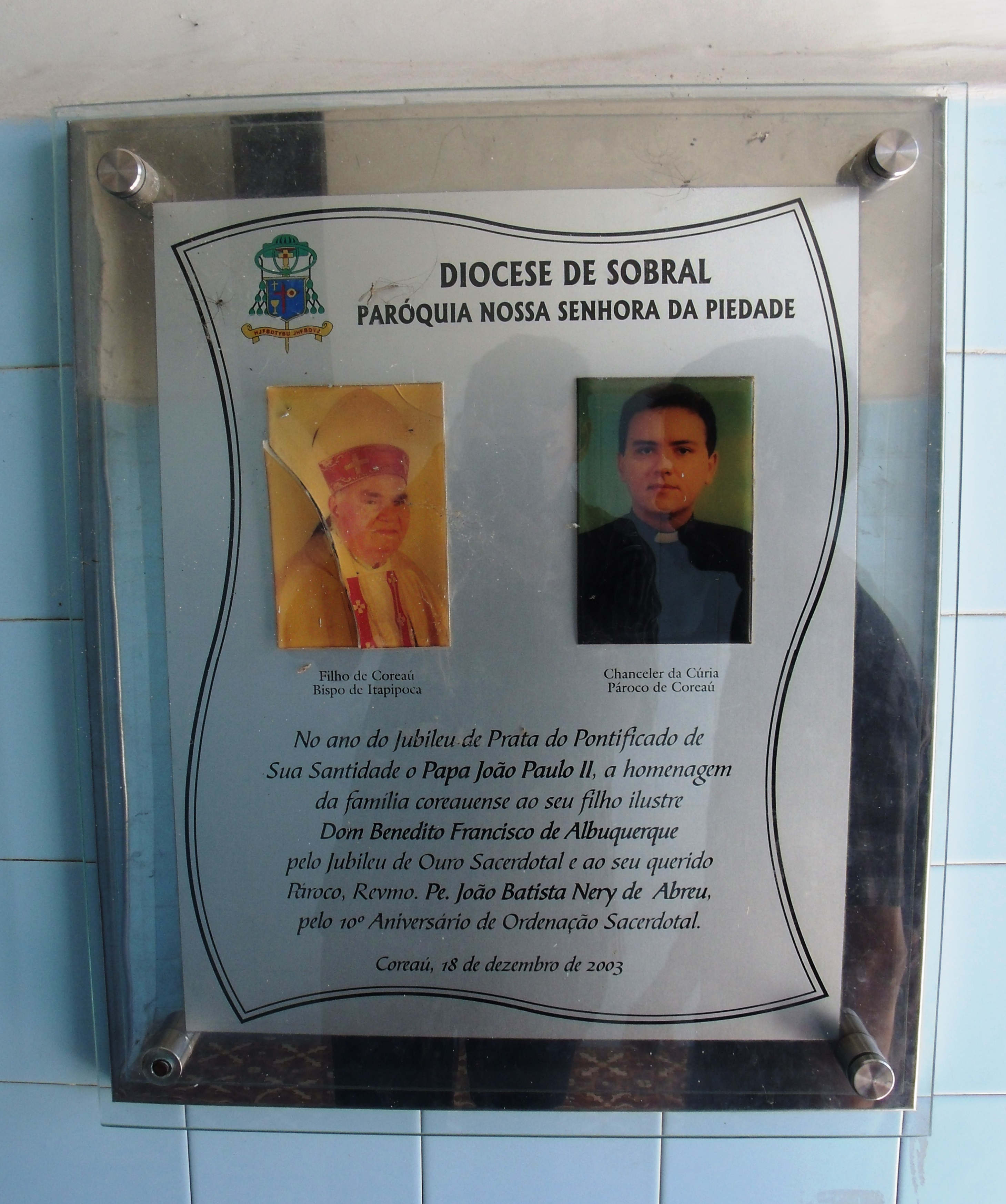
Benedito Francisco de Albuquerque (links)

Benedito Francisco de Albuquerque (* 24. Juli 1928 in Coreaú) ist ein brasilianischer römisch-katholischer Geistlicher und Altbischof von Itapipoca.

## Leben
Benedito Francisco de Albuquerque empfing am 8. Dezember 1953 die Priesterweihe.
Papst Johannes Paul II. ernannte ihn am 4. Januar 1985 zum Bischof von Itapipoca. Der Erzbischof von Fortaleza Aloísio Kardinal Lorscheider OFM spendete ihm am 17. September desselben Jahres die Bischofsweihe; Mitkonsekratoren waren Paulo Eduardo Andrade Ponte, Erzbischof von São Luís do Maranhão, und Walfrido Teixeira Vieira, Bischof von Sobral.
Am 25. Mai 2005 nahm Papst Benedikt XVI. seinen altersbedingten Rücktritt an.